# روسلان تیومنبایف
روسلان تیومنبایف (قرقیزی: Руслан Түмөнбай уулу؛ زادهٔ ۲۸ مهٔ ۱۹۸۶) کشتی‌گیر اهل قرقیزستان است.